# Александър Кръстников
Александър Кръстников е български езотерик, основател, вдъхновител и ръководител на „Обществото за психични издирвания и духознание в България“.

## Биография

### Рани години
Александър Константинов Кръстников е роден в Никопол на 2 ноември 1879 г. Баща му е ветеринарен лекар, габровец, от рода Кръстникови, майката – Анна Стоянова (или Стоева) е от Горна Оряховица. До 1893 г., когато умира бащата, многодетното семейство се мести непрекъснато – Ловеч, Плевен, Луковит, Бяла Слатина. Деветчленното семейство живее тежко.
През 1893 г. вдовицата се връща в Габрово и работи по чужди къщи, за да издържа децата си.
В Габрово Александър учи в Априловската гимназия, после е „прибран“ в София от свой роднина – търговецът Ганчо Гавраилов. Получава средно образование в столицата.

### Занятие
След завършването на средното си образование, до пенсионирането си, Кръстников работи като чиновник в пощите в градовете Габрово, София, Ямбол, Бургас.

### Езотеризъм
През 1908 г. Кръстников поставя началото на т.нар. Психообщество, а през 1910 г. (официалната година на създаването му) то, по думите на самия Кръстников, „засилва своята дейност, обявява се за работещо съгласно законите на страната и приема името „Общество за психични издирвания и духознание“. Организацията развива обширна дейност. Кръстников, който остава безбрачен и вегетарианец през целия си дълъг живот, създава с течение на времето много духовни ядра на територията на страната.

### Публикации/издания
- Ранните публикации на Кръстников никога не са били задълбочено проучвани. Не са изследвани, нито неговата кореспонденция, нито архива на Обществото, както и на периодичните издания, на които сътрудничи той. Сред тези трудове се предполага, че са неговите ранни стихове, разкази и приказки.

- Докато създаденото окултно общество се разраства и печели последователи в цялата страна, през 1920 г. излиза първият брой на в-к „Витлиемска звезда“. – Вестник, общоокултен, но предоставящ място и на обшествено-политически, верски (религиозни), нравствени, здравни, въздържателски и други предмети. Въпреки множество трудности от стопанско естество, изданието продължава да излиза до 1942 г., а негов редактор – стопанин, е неизменно Ал. Кръстников.

- В-к „Витлиемска звезда“ избира начин, чрез който неговият редактор – Кръстников води спорове със своите опоненти. Такъв един е например известния теософ и журналист Софрони Ников.

- През 1915 г. е публикувана първата самостоятелна книга на Кръстников – „Седем основни добродетели“, последвана от над 20 книги, между които по-известни са „За обществото и младежта“, „Посвещение в духознанието“, „Прераждане и превъплъщение“, „Състояние на мъртвите“, „За семейството и детето“, „За идването на Христа“, „Рождение на Антихриста“, „На обществени теми“, „Ницшеанство или духознание“ и др.

### Влияния
- Кръстников е един от множеството делегати на 11-и събор на „Бялото братство“, проведен край Велико Търново, през август 1911 г.
- За разлика от Петър Дънов, към когото се отнася с уважение, Кръстников предпочита да живее и работи предимно сред необразованите слоеве от населението.

### След 1944 г.
Скоро след 9 септември 1944 г., печатната база на Обществото е „разгромена“. Книгите на Ал. Кръстников, са изгаряни. Самият той е арестуван и попада в Бургаския затвор. Шейсет и девет годишният духовник е наклеветен в разпространяване на слухове срещу Георги Димитров. Лежи в затвора година и половина. Народният съд го осъжда на „две години строг затвор, една година концлагер, пет години лишаване от граждански и политически права и 25 хиляди лева глоба“. Макар че е освободен към края на 1950 г., след апелиране на делото му, чрез адвокат Руси Русев, „заплахите с обесване, побоища, мръсните килии“ оставят отпечатък в съзнанието на възрастния вече Кръстников.
Както сам той пише, обесването му е било въпрос на време – спасява го единствено смъртта на Георги Димитров през 1949 г. След освобождаването си от затворите, Кръстников живее в София с нищожна пенсия.
Умира на 3 октомври 1970 г. в Чирпан, където е и погребан.

### Обществени възгледи
Въпреки ярко изразения пацифистичен характер на учението си, Кръстников участва в ЖП стачка преди 9 септември 1944 г., а по-късно (в непубликуваните си дневници) се обявява за освобождението на Алжир от Франция, критикува комунизма и нацизма, руската гвардия по време на Унгарското въстание, не приема слугинската роля на иначе талантливи творци спрямо комунизма, въпреки преклонението си пред руския народ вижда ясно користната руска политика по отношение на България, а и преди 1944 г. десетилетия наред критикува както левите, така и десните политически партии в България.
- Като чужди на българската народопсихология Кръстников определя и попълзновенията на протестанството – адвентисти и др.
- Подобно е и отношението на Кръстников към нацизма – още през 1933 г., когато Хитлер идва на власт, във „Витлиемска звезда“ е поместена статия, според която Германия ще бъде постигната от погром.
- Многократно Кръстников се противопоставя на някои по-груби и безпардонни действия на водачите на БЗНС по време на земеделския режим.
- Критиките му не отминават и цар Фердинанд, когото нарича „капризен деспот“.
- Оценява Ленин като „главорез и сифилистик.“.

Кръстников призовава към въздържателност, осъжда пиянството, изневярата, мързела и др.

## Трудове
Трудовете на Александър Кръстников все още са малко известни сред широката публика.
Твърди се, че съвременниците му, били поразени от лекотата, с която той си служил с цялата му достъпна по онова време художествена и мистична литература. Описван е, като познавач на свещените книги на различните народи и на техните магически практики. На страниците на в-к „Витлеемска звезда“, както и в своите книги той подлага на разбор българското общество и разпространените по онова време леви идеи.
- „Седем основни добродетели“, последвана от над 20 книги;
- „За обществото и младежта“;
- „Посвещение в духознанието“;
- „Прераждане и превъплъщение“;
- „Състояние на мъртвите“;
- „За семейството и детето“;
- „За идването на Христа“;
- „Рождение на Антихриста“;
- „На обществени теми“;
- „Върху медиумизма“ (1926, Бургас) [2];
- „Ясновидство и духовно слухарство“ (1929, Бургас)[3];
- „Ницшеанство или духознание“ и др.
- Списание „Витлеемска звезда“.

### Отношение с Православието
Схващанията на Ал. Кръстников за духовното, произхождат от православното християнство. В същото време, неговите възгледи, обхващат убеждение в съществуването на прераждането, учението за „карма“ („съдба“), взаимодействие между земния и духовния свят и т.н.
- Ал. Кръстников организира и ръководи, приживе молитвени събрания. Характерно за тях е почитането на православните канони, кръста, иконите...